# Sagas (álbum)
Sagas es el segundo álbum de la banda alemana Equilibrium. Este álbum es diferente a su antecesor Turis Fratyr, con piezas mucho más épicas y sentimentales. Este álbum contiene también tiene una de las canciones a las que se ha hecho un videoclip: "Blut im Auge".

## Lista de canciones
1. "Prolog auf Erden"      03:38
2. "Wurzelbert"            04:58
3. "Blut im Auge"          04:44
4. "Unbesiegt"             06:19
5. "Verrat"                06:04
6. "Snüffel"               05:44
7. "Heimwärts"             02:32
8. "Heiderauche"           02:31
9. "Die Weide und der Fluß"07:21
10. "Des Sängers Fluch"     08:03
11. "Ruf in den Wind"       04:52
12. "Dämmerung"             05:54
13. "Mana"                  16:21